# Weserwerft Minden

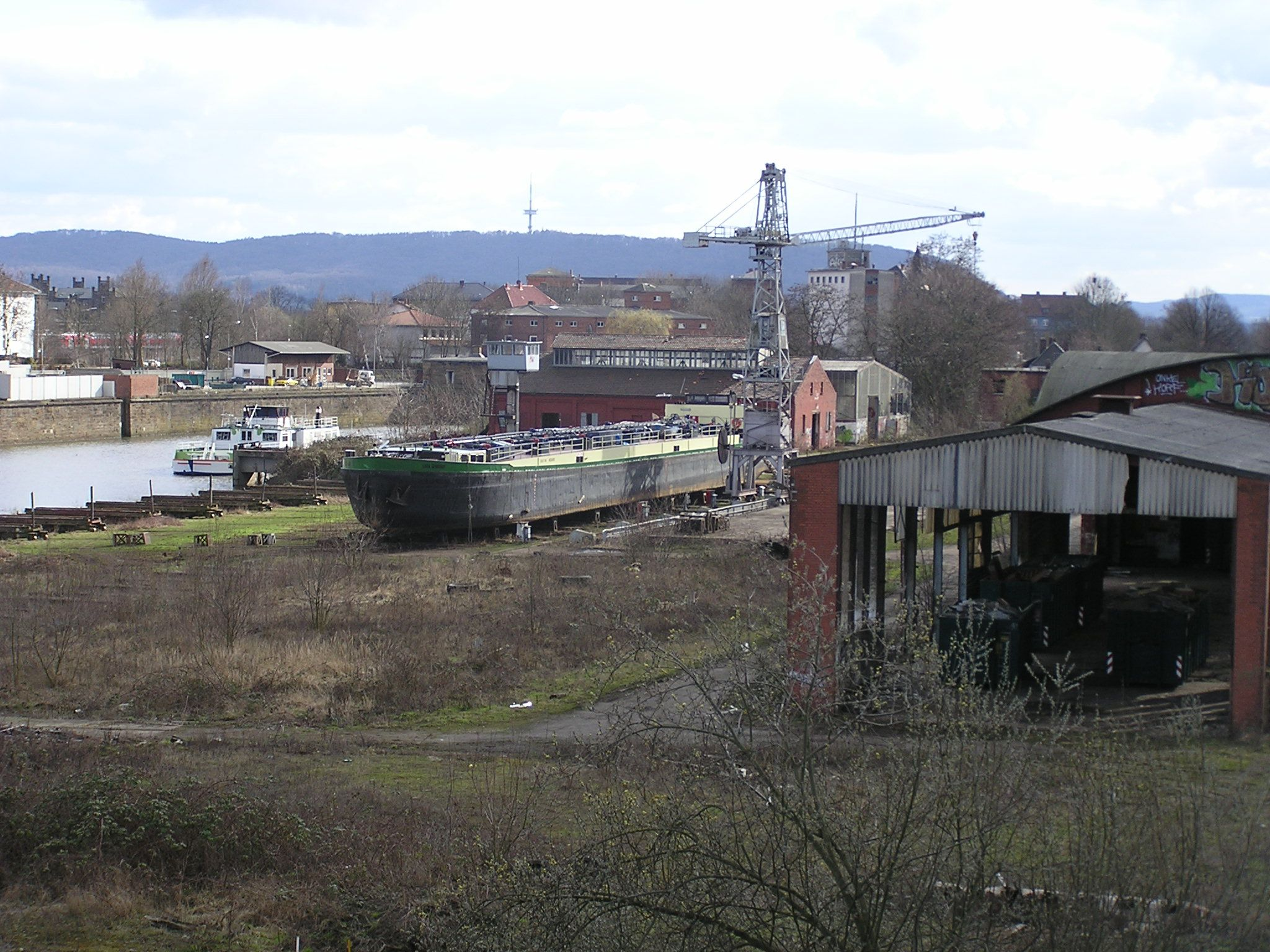
Die Weserwerft in Minden

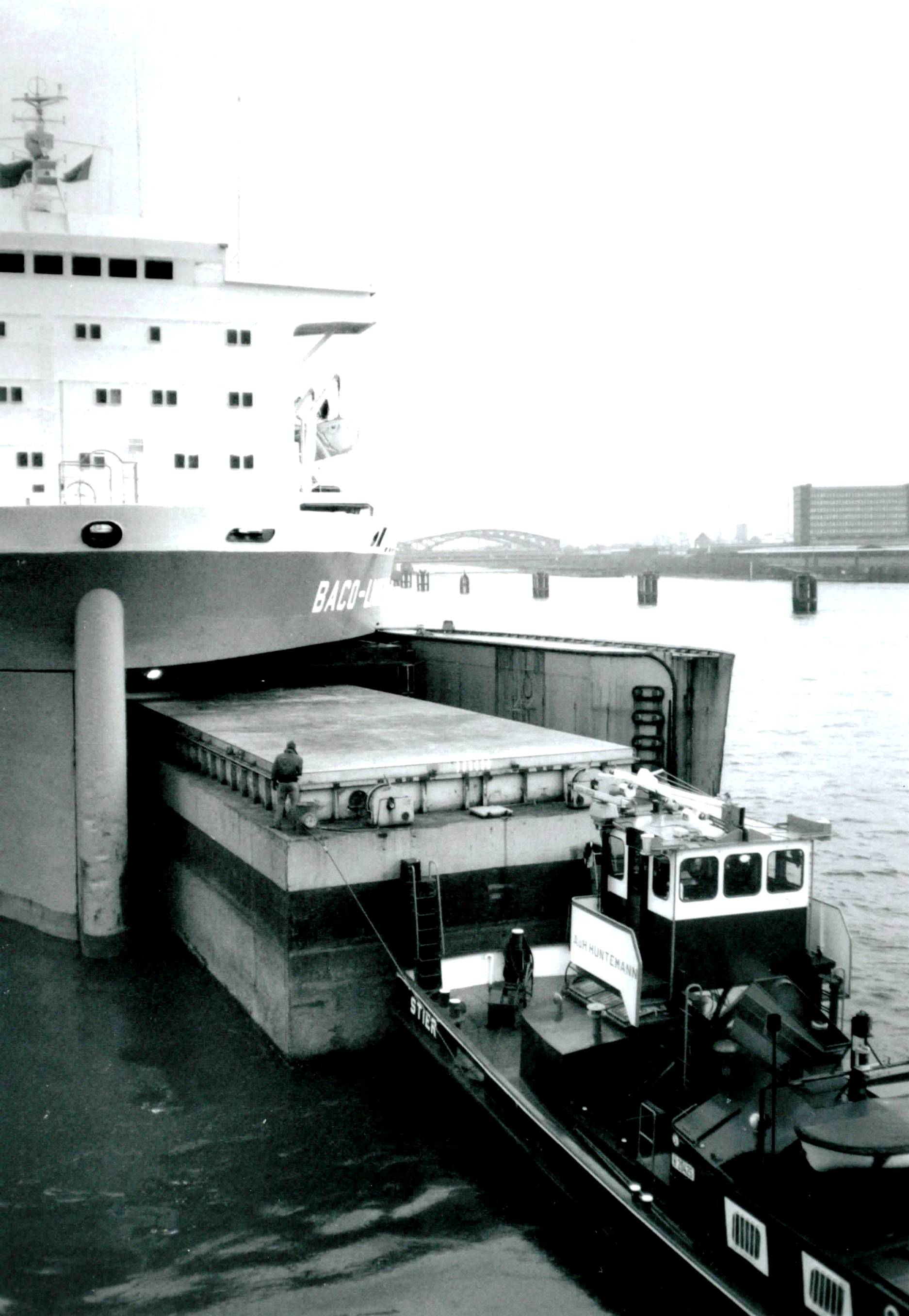
Leichter wird in das Leichter-Transportschiff eingeschwommen

Die Weserwerft Minden GmbH war ein im Hafen von Minden/Ostwestfalen angesiedelter Werftbetrieb. Ihre Fabrikationshallen prägten das  Bild des rechts der Weser liegenden Teils der Stadt.

## Geschichte
Im Jahre 1918 wurde die Weserwerft unter dem Namen „Schiff- und Maschinenbau Gesellschaft mit beschränkter Haftung zu Minden i.W.“ am sogenannten Alten Weserhafen gegründet. Hauptgesellschafter waren die Bremer und die Mindener Schleppschifffahrtsgesellschaft sowie die Stadt Minden. Die Weserwerft hielt ein Patent auf das „Universal-Schilling-Ruder“, eine einfache und robuste Konstruktion mit guten Steuereigenschaften.
Zuletzt wurde der Standort als Reparatur- und Umbauwerft zur Fertigung von Ruderanlagen und Düsen sowie als Lieferant von Sektionen und Rümpfen genutzt. Am 29. Februar 2004 wurde die Weserwerft auf Grund der schlechten Auftragslage geschlossen, ein Insolvenzverfahren wurde eröffnet.
Das verlassene Gelände mit den großen Hallen wurde zunächst von jungen Leuten als Abenteuerspielort, von Fotografen als reizvolle Location und zu künstlerischen Zwecken genutzt. Nach Entsorgungsarbeiten an den Gebäuden stehen inzwischen zwei davon zum Abriss an. In der Mindener Stadtverwaltung gibt es Planungsüberlegungen für eine großräumige Neugestaltung des Gebietes der alten Weserwerft bis an die Bahnhofsgegend heran. Zu diesem Zweck wurde bereits im Sommer 2007 die Aufnahme in das Förderprogramm Stadtumbau West beantragt. Das Werftgelände wird außerdem in die Gesamtüberlegungen zur Landesgartenschau 2017 einbezogen.
Inzwischen finden in der Werft wieder Umbauten statt, die Mindener Werft Rosemeier mit Sitz an der Karlstraße nutzt die Werft, wenn ihre Hauptwerftanlage im Industriehafen besetzt ist.

## Schiffe
Gebaut wurden auf dieser Universalwerft ein sehr breites Programm an Binnenschiffen wie Kähne, Motorgüterschiffe, Heckraddampfer, und vor allem Leichter. Aber es entstanden hier auch sehr viele Spezialfahrzeuge wie Pumpenprähme, Wohnschiffe, Heckraddampfer, Eimerkettenbagger, Greifbagger, Saugbagger, RoRo-Pontons, Seeschlepper, Zementfrachter, Fähren und Fischkutterrümpfe. Es wurden insgesamt rund 200 Schiffe gebaut. Abgeliefert wurden die Schiffe vorwiegend an deutsche Binnenschiffreeder und Wasserschifffahrtsdirektionen (WSD), aber auch ins Ausland wie an die Fa. Cement Tankvaart in Amsterdam und drei Fähren an den Senegal. Für die Baco-Liner ges. Emden entstanden 6 Leichter, die durch Bugpforten in die Baco-Liner eingeschwommen wurden.